# Villa harroyi
Villa harroyi är en tvåvingeart som beskrevs av Francois 1961. Villa harroyi ingår i släktet Villa och familjen svävflugor.
Artens utbredningsområde är Burundi. Inga underarter finns listade i Catalogue of Life.